# NGC 5040
NGC 5040, auch NGC 5040-1,  ist eine 14,3 mag helle Spiralgalaxie vom Hubble-Typ S im Sternbild der Jagdhunde am Nordsternhimmel. Sie ist rund 340 Millionen Lichtjahre von der Milchstraße entfernt.  Auf Grund gemessener Geschwindigkeiten erscheint sie zusammen mit dem mehr als doppelt so weit entfernten Nicht-NGC-Objekt PGC 3087263 (auch NGC 5040-2 genannt) nur optisch als eine Doppelgalaxie.
Sie wurde am 26. April 1789 vom deutsch-britischen Astronomen Wilhelm Herschel mit einem 18,7-Zoll-Spiegelteleskop entdeckt, der sie dabei mit „F, S, iR, vgmbM“ beschrieb.